# テオドール・ファン・テュルデン

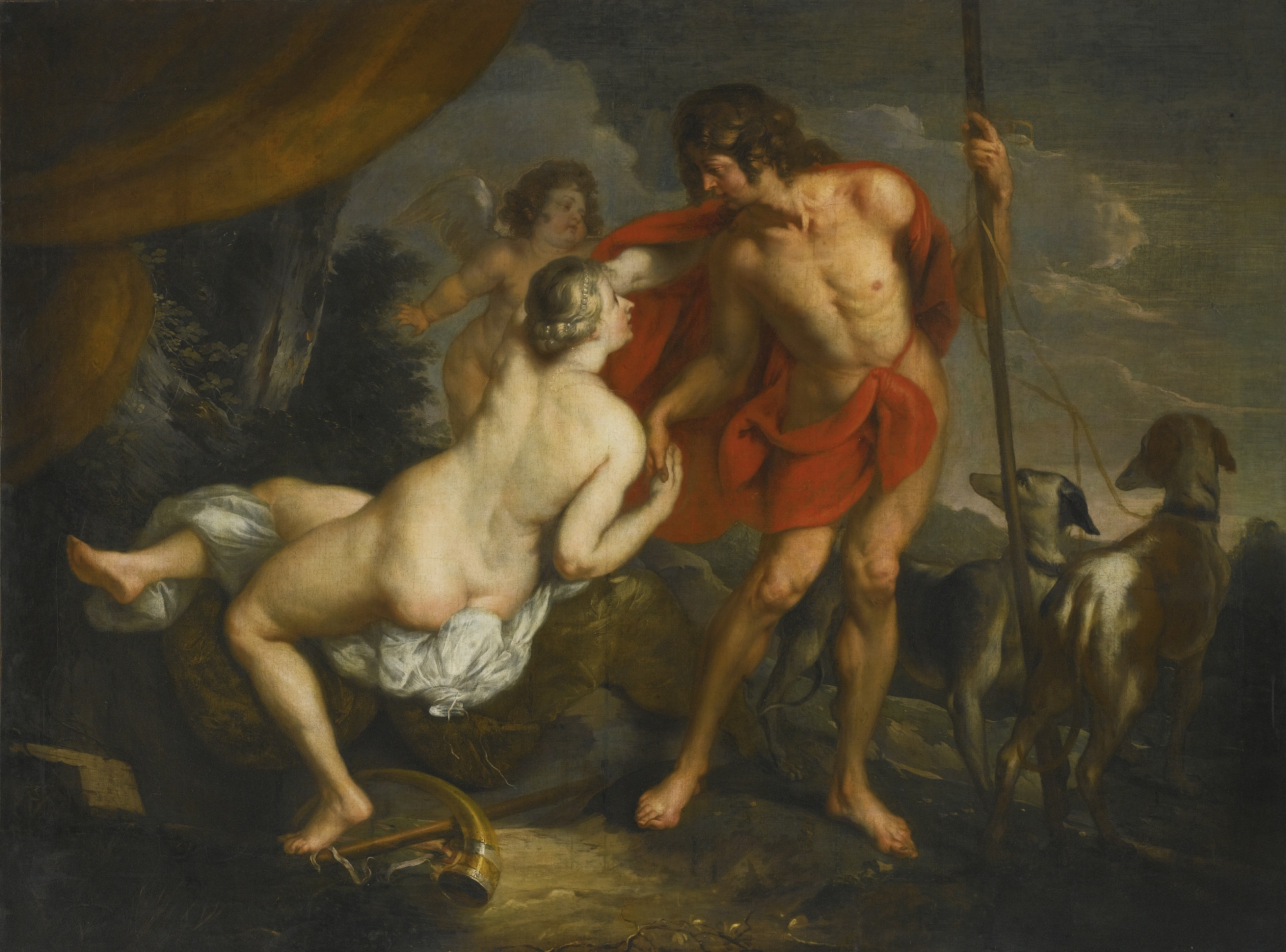
テオドール・ファン・テュルデン作、『ヴィーナスとアドニス』

テオドール・ファン・テュルデン (Theodoor van Thulden, 1606年– 1669年7月12日) は、オランダのバロック期の画家、版画家。ルーベンスとの共同制作が多く、そのスタイルはルーベンスの影響を強く受けている。

## 生涯
北ブラバント州スヘルトーヘンボス出身。1621年に画家になるためにアントウェルペンに移り、あまり有名でない画家、Abraham Blyenberchに学んだ。1626年にアントウェルペンの聖ルカ組合に親方として登録された。
1631年から1633年までフランスに滞在し、フォンテーヌブロー宮殿でフランチェスコ・プリマティッチオやニコロ・デッラバーテ等のマニエリスム芸術の模写をした後、パリで活動した。
1634年にアントウェルペンに戻り、ルーベンスと共に働くようになる。1635年にファン・テュルデンは画家ヘンドリック・ファン・バーレンの娘で、ルーベンスが名付け親の女性、マリア・ファン・バーレンと結婚した。この時期の作品には、1635年にルーベンスの指揮下で、他のアントウェルペンの画家たちと、スペインの王子でスペイン領ネーデルラント総督のフェルナンド・デ・アウストリアの入市式典のためにルーベンスが手掛けた装飾をエングレービングにしたものがある（出版は1642年）。1637年にはマドリッドのフェリペ4世の狩猟館トーレ・デ・ラ・パラダを飾る神話画の制作に携わる。

1640年に北ブラバント州に戻り、市議会からの依頼を多く受けた。ファン・テュルデンは祭壇画の依頼やカトリックのパトロンから多くの依頼を受けた。また、政治的な寓意画（多くはヴェストファーレン条約に関連したもの）を地元のパトロンからの依頼で制作した。また、ハウステンボス宮殿の装飾にも関わった。

## 作品

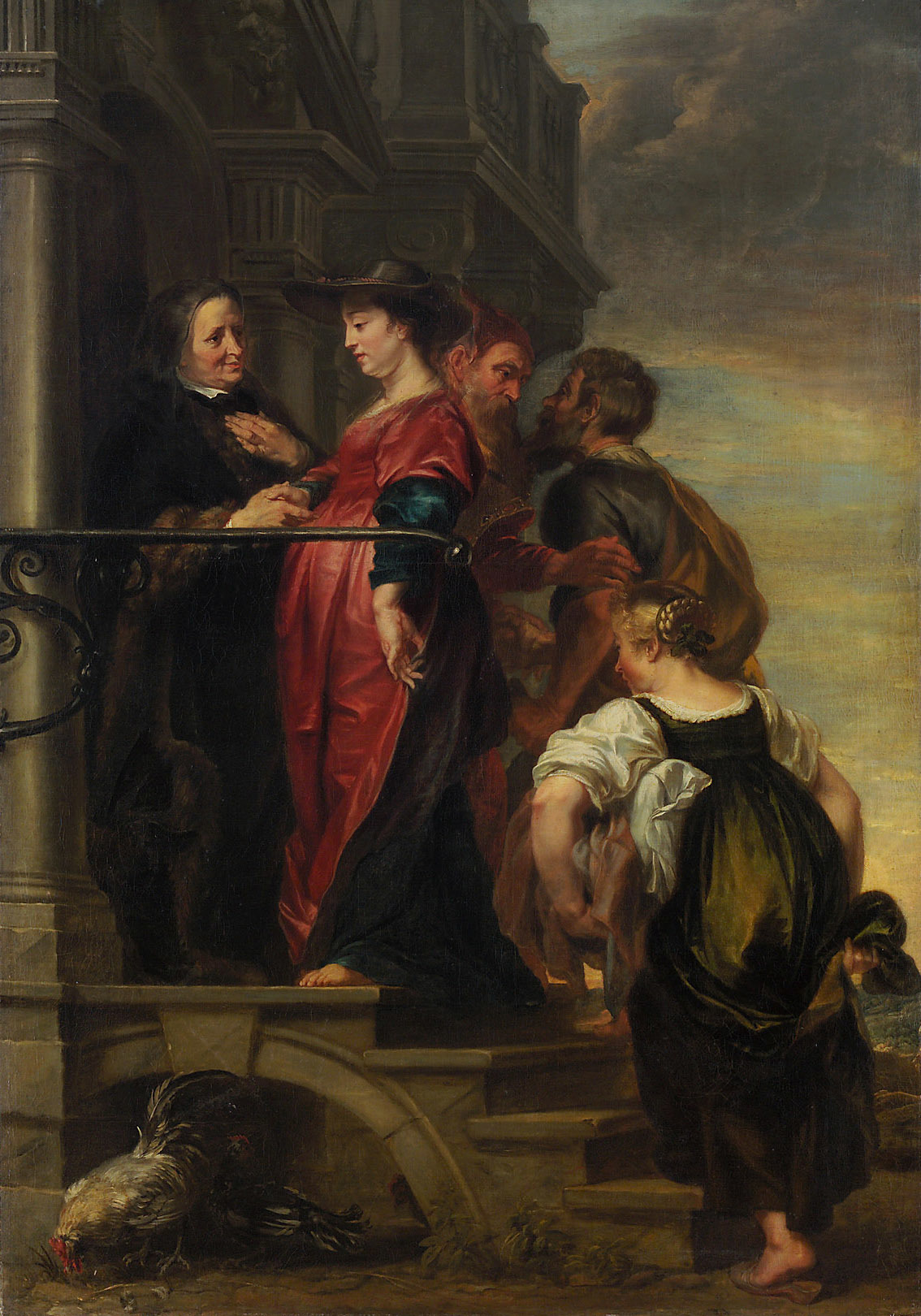
聖母のエリザベト訪問
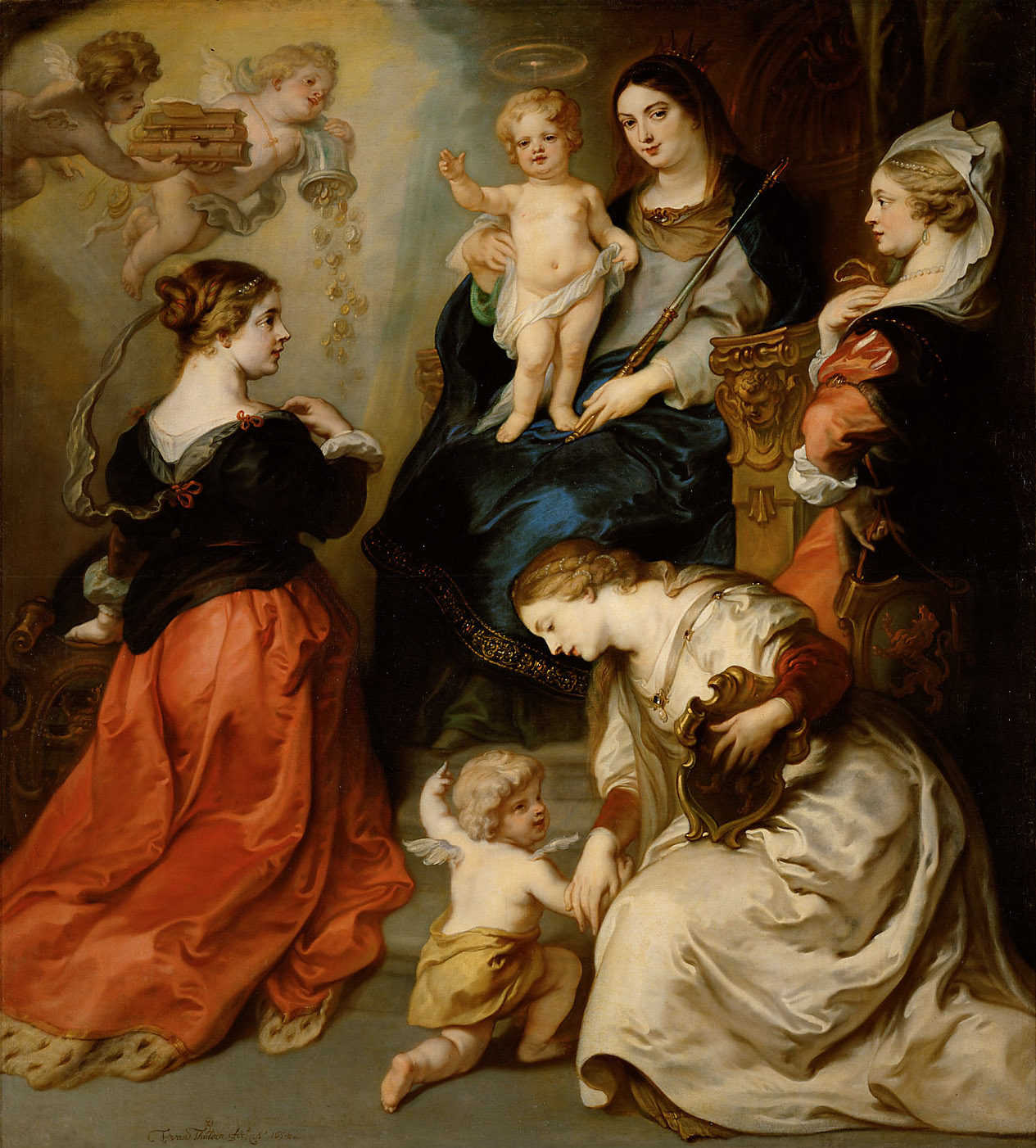
聖母に敬意を表す、ブラバント、エノー、フランドルを象徴する女性
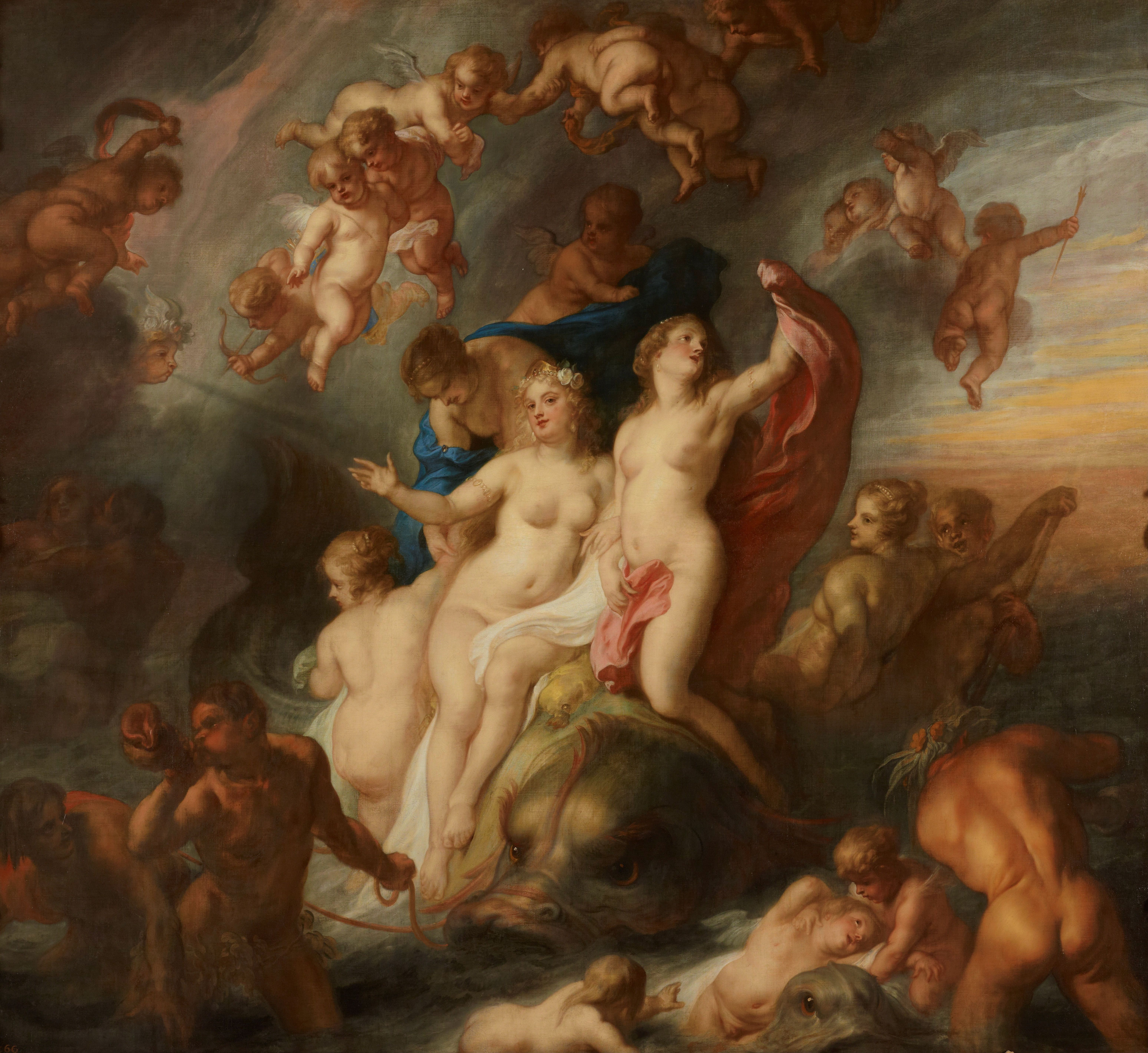
ガラテイアの勝利